# Le Jeune Pâtre breton
Le Jeune Pâtre breton est une mélodie composée par Hector Berlioz sur un poème d'Auguste Brizeux. Composée en 1833 et révisée jusqu'en 1835, cette mélodie peut être confiée à une voix de ténor ou de mezzo-soprano. Il en existe actuellement deux versions, pour chant, cor et piano, et pour chant et orchestre.

## Composition
Hector Berlioz entreprend de composer une mélodie d'abord intitulée Le Paysan breton, sur poème d'Auguste Brizeux, en 1833 : elle est présentée en concert par le ténor Boulanger le 22 décembre 1833 dans la salle du Conservatoire.

## Carrière

### En France
La mélodie est d'abord composée avec accompagnement de violon et piano. Berlioz réalise une première orchestration, sous le titre Le Jeune Paysan breton, en l'adaptant pour soprano : cette version est interprétée en public le 23 novembre 1834, par Cornélie Falcon sous la direction de Narcisse Girard, toujours dans la salle du Conservatoire. À la fin de cette année, Berlioz compose une troisième version, intitulée Le Jeune Pâtre breton, pour soprano ou ténor, piano et cor ad libitum. 
Dans sa version orchestrée et définitive, Le Jeune Pâtre breton va connaître une belle carrière : la mélodie est interprétée dans de nombreux « Concerts Berlioz » à Paris, le 4 juin puis le 22 novembre 1835 et le 16 décembre 1838 sous la direction du compositeur.

### À l'étranger
Berlioz intègre Le Jeune Pâtre breton dans le programme des concerts qu'il entreprend à partir de 1842 : à Bruxelles, dans l'église des Augustins (9 octobre 1842), en concert privé au château de Hohenzollern-Hechingen (2 janvier 1843) puis à Mannheim (13 janvier 1843) : pour chacun de ces concerts, la mélodie est interprétée par Marie Recio, compagne de Berlioz depuis deux ans. Ses qualités de chanteuse étaient parfois appréciées du public dans cette mélodie, mais non du compositeur qui déclare qu'« elle chante comme un chat ». Cependant, sa présence en tant qu'interprète assure « un vernis de respectabilité » puisque l'épouse de Berlioz, Harriet vit toujours à Paris.
Lors d'une deuxième tournée de concerts, Marie Recio chante encore Le Jeune Pâtre breton sous la direction de Berlioz, d'abord au Theater an der Wien de Vienne (29 novembre et 17 décembre 1845), à Prague (19 janvier 1846), puis à Pesth (20 février 1846).
Le 7 février 1848, Le Jeune Pâtre breton est interprété à Londres, en anglais, dans un concert donné à Drury Lane sous la direction de Berlioz.
Lors d'une dernière tournée de concerts en Europe centrale, Berlioz présente Le Jeune Pâtre breton dans la salle du Gewandhaus de Leipzig, en présence de Liszt et de Brahms, qui s'éprend de La Fuite en Égypte dont ce concert donne la première audition intégrale (1er décembre 1853). Le 1er avril 1854, c'est au théâtre royal de Hanovre que Berlioz dirige Le Jeune Pâtre breton, en présence du roi et de la reine, qui lui remettent la croix des Guelfes deux jours plus tard, après avoir reçu le compositeur en audience privée.

## Présentation
Le catalogue des œuvres de Berlioz établi par le musicologue américain Dallas Kern Holoman présente les quatre versions successives de cette mélodie, Allegretto semplice un poco lento à 
 en mi bémol majeur, publiée par le compositeur sous le numéro d'op. 13, dans le recueil Fleurs des landes en novembre 1850 :
- H 65A : Le Paysan breton, pour chant, violon et piano ;
- H 65B : Le Jeune Paysan breton, version pour soprano et orchestre (perdue)
- H 65C : Le Jeune Pâtre breton, version pour ténor, cor et piano ;
- H 65D : Le Jeune Pâtre breton, version pour mezzo-soprano ou ténor et orchestre.

Dans sa dernière version, l'orchestre comprend une flûte, 2 hautbois, 2 clarinettes en Si, et un basson, pour les pupitres des vents. Les cuivres se limitent à 2 (ou 4) cors en Mi. Le quintette à cordes classique est réduit à un quatuor : premiers violons, seconds violons, altos et violoncelles — sans contrebasses.
Le Jeune Pâtre breton est publié dans la grande Collection de 32 mélodies de Berlioz en novembre 1863, en même temps que la partition, également réduite pour chant et piano, des Troyens (en deux parties, La Prise de Troie et Les Troyens à Carthage).

## Analyse
Le Jeune Pâtre breton est « une de ces mélodies étreignantes », selon Pierre-René Serna, « dont on ne saurait imaginer d'autre forme que celle de ses strophes alanguies et d'autre écho que celui lointain du cor rêveur intervenant dans sa reprise ».

## Discographie

### Chant, cor et piano
- Hector Berlioz : Mélodies (2 CD, Deutsche Grammophon 435 860-2, 1993 (OCLC 31533426))
Le Jeune Pâtre breton (H 65C), par John Aler (ténor), Bernd Schenk (cor) et Cord Garben (piano), CD 2.

### Chant et orchestre
- Hector Berlioz : The Complete Works (27 CD, Warner Classics 0190295614447, 2019)
Le Jeune pâtre breton  (H 65D) par Howard Crook (ténor), l'Orchestre de l'Opéra de Lyon et John Eliot Gardiner (dir.), CD 9

### Biographies
- David Cairns (trad. de l'anglais), Hector Berlioz. Servitude et grandeur (1832-1869), Paris, Fayard, 2002, 944 p. (ISBN 2-213-61250-1) traduit par Dennis Collins.

### Monographies
- Pierre Citron, Cahiers Berlioz no 4, Calendrier Berlioz, La Côte-Saint-André, Musée Hector-Berlioz, 2000 (ISSN 0243-3559)
- Pierre-René Serna, Berlioz de B à Z, Paris, Van de Velde, 2006, 264 p. (ISBN 2-85868-379-4)

### Articles et analyses
- Gérard Condé et Gilles Cantagrel (dir.), Guide de la mélodie et du lied, Paris, Fayard, coll. « Les Indispensables de la musique », 1994, 916 p. (OCLC 417117290, BNF 35723610), p. 52